# George Dyer
George Dyer (* 20. Dezember 1948 in San Mateo) ist ein ehemaliger US-amerikanischer Autorennfahrer.

## Karriere als Rennfahrer
George Dyer war der Sohn von George Carter Dyer (1923–2002) und dessen Ehefrau Clarissa. Von seinem Vater erbte er die Leidenschaft für den Motorsport und die umfangreiche Automobilsammlung, zu der ein Ferrari 250 GTO, ein Mercedes-Benz 300 SL und ein Jaguar XK 120 zählten.
In den 1970er-Jahren bestritt George Dyer in Nordamerika Sportwagenrennen mit Porsche-Rennfahrzeugen. Er fuhr in der IMSA-GT-Meisterschaft und beendete die Saison 1977 hinter Al Holbert und Hurley Haywood an der dritten Stelle der Gesamtwertung. Sein größter Erfolg bei einem internationalen Rennen war der Gesamtsieg beim 12-Stunden-Rennen von Sebring 1977. Partner im Porsche 911 Carrera RSR war sein Landsmann Brad Frisselle. 1975 war er bei diesem Langstreckenrennen gemeinsam mit Jacques Bienvenue als Zweiter ins Ziel gekommen.

## Statistik

### Sebring-Ergebnisse
| Jahr | Team               | Fahrzeug            | Teamkollege       | Platzierung | Ausfallgrund |
| ---- | ------------------ | ------------------- | ----------------- | ----------- | ------------ |
| 1975 | George Dyer        | Porsche Carrera RSR | Jacques Bienvenue | Rang 2      |              |
| 1977 | George Dyer Racing | Porsche Carrera RSR | Brad Frisselle    | Gesamtsieg  |              |

### Einzelergebnisse in der Sportwagen-Weltmeisterschaft
| Saison | Team               | Rennwagen               | 1   | 2   | 3   | 4   | 5   | 6   | 7   | 8   | 9   | 10  | 11  | 12  | 13  | 14  | 15  | 16  | 17  |
| ------ | ------------------ | ----------------------- | --- | --- | --- | --- | --- | --- | --- | --- | --- | --- | --- | --- | --- | --- | --- | --- | --- |
| 1975   | George Dyer        | Porsche 911 Carrera RSR | DAY | MUG | DIJ | MON | SPA | PER | NÜR | ZEL | WAT |     |     |     |     |     |     |     |     |
| 1975   | George Dyer        | Porsche 911 Carrera RSR | 4   |     |     |     |     |     |     |     |     |     |     |     |     |     |     |     |     |
| 1977   | George Dyer Racing | Porsche 911 Carrera RSR | DAY | MUG | DIJ | MON | SIL | NÜR | VAL | PER | WAT | EST | LEC | MOS | IMO | SAL | BRH | HOK | VAL |
| 1977   | George Dyer Racing | Porsche 911 Carrera RSR | 4   |     |     |     |     |     |     |     |     |     |     |     |     |     |     |     |     |